# 南查爾斯頓 (西維吉尼亞州)

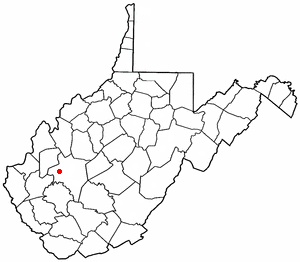

南查爾斯頓（英語：South Charleston）為美國西維吉尼亞州卡諾瓦縣的一個城市，位於卡諾瓦河南岸、查爾斯頓以西。面積21.5平方公里。根據美國2000年人口普查，人口13,390人。
1906年建城，1919年設市。